# داریوش کریمی
داریوش کریمی مجری تلویزیونی، مترجم، نویسنده و گزارشگر ساکن لندن است که تهیه‌کنندگی، سردبیری و اجرای برنامه پرگار در بی‌بی‌سی فارسی را بر عهده دارد.

## زندگی و حرفه
کریمی در کرمانشاه به دنیا آمد. در تهران ادبیات انگلیسی خواند. در دانشگاه ادبیات انگلیسی و نظریه ادبی تدریس کرد و برای ادامه تحصیل به استرالیا رفت. در سال ۱۳۷۸ به لندن رفت و به بی‌بی‌سی پیوست. مدتی برنامه ادبی روزنه را در رادیو تهیه و اجرا کرد. در سال ۱۳۸۸ یکی از چند سردبیری بود که در راه‌اندازی تلویزیون فارسی بی‌بی‌سی نقش داشتند. دو سال مسئول گزارشگران بی‌بی‌سی بود و پس از آن برنامهٔ پرگار را برای تلویزیون تولید و اجرا کرد.

## نقدها
داریوش کریمی در مقاله‌ای با عنوان فرح پهلوی و اسما اسد؛ سرنوشت دو زن در ۱۶ دسامبر ۲۰۲۴ در وبگاه بی‌بی‌سی فارسی به مقایسهٔ فرح پهلوی با اسما اسد، همسر بشار اسد پرداخت. این قیاس ناهمگون واکنش بسیاری از چهره‌های فرهنگی و سیاسی را در پی داشت.
- عباس میلانی: «مقایسه یک زن برجسته (فرح پهلوی) با زنی که آلوده است به فساد و تباهی خاندان اسد بی‌نهایت قیاس نادرست، سخیف و خجالت‌آوری برای سردبیری بی‌بی‌سی  فارسی است.».[۹]
- علی همدانی: «شهبانو فرح پهلوی و میراث او را تاریخ قضاوت خواهد کرد. بذری که او با عشق در میهنش کاشت، همچنان شکوفاست. بگذارید مقایسه کنند. از خودشان کم می‌شود. نه از شهبانو، نه از احترام و عشق ایران به او.».[۱۰]
- شاهین نجفی: «مقالهٔ کارمند بی‌بی‌سی در قیاس اسما اسد و شهبانو فرح در ادامهٔ عقده‌گشایی و کینهٔ همیشگی از پهلوی‌ست. این عقدهٔ درونی و دیرینه راه را بر اندیشهٔ مستقل و نقد منصفانهٔ تاریخی می‌بندد. اما جایگاه شهبانو فرح در قلب میلیون‌ها ایرانی و در دل تاریخ هنر مدرن ما ثابت شده است.».[۱۱]
- احمد باطبی: «خبط بزرگی است «غیرحرفه‌ای» یا «اشتباه رسانه‌ای» خواندن این مقایسهٔ شرم‌آور. این وقاحت حرفه‌ای است که تنها اندک افرادی مهارت آن را دارند.».[۱۲]

در یکی از برنامه‌های پرگار، کریمی با ابراهیم گلستان دربارهٔ فروغ فرخزاد گفتگو کرد. کریمی پس از این برنامه مورد انتقاد قرار گرفت.

## آثار
- رودی و راوی و موجی، نشر نوگام ۲۰۲۵[۱۵]
- کوچهٔ آخر، نشر نوگام ۲۰۲۳[۲][۱۶]
- منطق گفتگویی میخائیل باختین، تزوتان تودوروف، داریوش کریمی (مترجم)، تهران: مرکز، ۱۳۹۱[۱]